# Rimas Lesiv
Rimas Lesiv (* 18. Januar 1999 in Kaunas) ist ein litauischer Tischtennisspieler.                                                                       

## Werdegang
Lesiv begann im Grundschulalter mit dem Tischtennissport. Im Juli 2012 wurde er erstmals in der ITTF-Weltrangliste geführt. 2016 nahm er an den Finlandia Open teil, wo er im Einzel das Halbfinale erreichte. Weitere Auftritte folgten 2018, wo er sein Land erstmals bei einer Weltmeisterschaft vertrat. 
Mit der Mannschaft kam er auf Rang 49. Bei der Europameisterschaft im selben Jahr erreichte er zusammen mit Medardas Stankevičius die Runde der letzten 64 im Doppel, während er im Einzel bereits in der Qualifikation scheiterte. 
Er ist derzeit beim SV Siek aktiv.

## Turnierergebnisse
| Verband | Veranstaltung       | Jahr | Ort      | Land | Einzel     | Doppel    | Mixed      | Team |
| ------- | ------------------- | ---- | -------- | ---- | ---------- | --------- | ---------- | ---- |
| LTU     | Europameisterschaft | 2019 | Nantes   | FRA  |            |           |            | 26   |
| LTU     | Europameisterschaft | 2018 | Alicante | ESP  | Qual.      | letzte 64 | letzte 128 |      |
| LTU     | Challenge Series    | 2019 | Zagreb   | HRV  | Qual.      | letzte 32 |            |      |
| LTU     | World Tour          | 2019 | Budapest | HUN  | Qual.      |           | letzte 32  |      |
| LTU     | World Tour          | 2016 | Helsinki | FIN  | Halbfinale |           |            |      |
| LTU     | Weltmeisterschaft   | 2018 | Halmstad | SWE  |            |           |            | 49   |